# Jaime Luiz Coelho
Dom Jaime Luiz Coelho (Franca, 26 de julho de 1916 — Maringá, 5 de agosto de 2013) foi um arcebispo católico brasileiro. Foi o primeiro bispo e o primeiro arcebispo de Maringá.

## História
Filho de João Amélio Coelho e Guilhermina Cunha Coelho, nasceu em 26 de julho de 1916 na cidade paulista de Franca. Fez o seminário menor em Campinas, cursando depois Filosofia e Teologia no Seminário Central do Ipiranga, na cidade de São Paulo. Recebeu a ordenação presbiteral na Catedral de Ribeirão Preto, em 7 de dezembro de 1941. Foi vigário cooperador da Catedral, secretário geral do bispado e chanceler da Cúria diocesana. Em 1944, foi designado cura da Catedral. No dia 3 de dezembro de 1956, aos 40 anos, foi designado bispo da recém-criada diocese de Maringá. A ordenação episcopal ocorreu em 20 de janeiro de 1957 na Catedral de Ribeirão Preto. Dois meses depois, Dom Jaime assumiu seu novo cargo, empossado no dia 24 de março de 1956.
Em 16 de outubro de 1979, com a criação da Província Eclesiástica e elevação de Maringá a arquidiocese, foi promovido a arcebispo metropolitano. Sua posse como arcebispo deu-se em 20 de janeiro de 1980.
Em 11 de julho de 1997, depois de 40 anos à frente da arquidiocese de Maringá, Dom Jaime entregou o comando daquela região a Dom Murilo Sebastião Ramos Krieger.
Faleceu aos 5 de agosto de 2013, aos 97 anos, na cidade de Maringá, vítima de insuficiência renal crônica.

## Realizações
Dom Jaime Luiz Coelho é uma das principais personalidades da história de Maringá. Foi idealizador e responsável pela construção do monumento símbolo da cidade, a Catedral Basílica Menor de Nossa Senhora da Glória. Fundou e dirigiu a Faculdade Estadual de Ciências Econômicas, onde foi ministrado o primeiro curso superior de Maringá e que foi o embrião da atual Universidade Estadual de Maringá. Além disso, Dom Jaime teve participação fundamental em uma série de acontecimentos importantes para o engrandecimento da cidade, tais como: a construção da Livraria Católica, depois entregue às religiosas da Pia Sociedade Filhas de São Paulo (Irmãs Paulinas); a transformação do Albergue Noturno, sob direção das Filhas da Caridade, em Albergue Santa Luíza de Marillac; a criação do jornal diário Folha do Norte do Paraná; a implantação da TV católica 3º Milênio, fundada pelo padre Gerhard Schneider; a obra de desfavelamento Núcleo Social Papa João XXIII e a consolidação da Santa Casa de Misericórdia de Maringá, entregue aos cuidados da Congregação dos Irmãos da Misericórdia de Maria Auxiliadora.

## Lema
"In Omnibus Christus" (Cristo em todos).